# Jula Ivanišević
Marija Jula Kata Ivanišević, hrvaška redovnica, mučenica in blažena, * 25. november 1893, Godinjak, 15. december 1941, Goražde.

## Češčenje
Skupaj s še štirimi drinskimi mučenkami je bila 24. septembra 2011 v Sarajevu razglašena za blaženo na sveti maši, ki jo je vodil papežev odposlanec, kardinal Angelo Amato, prefekt Kongregacije za zadeve svetnikov.